# ديورزم
ديورزم هي قرية في مقاطعة مراغة، إيران. عدد سكان هذه القرية هو 280 في سنة 2006.